# محمد بن محمد يحيى المطهر
محمد بن محمد يحيى المطهر هو سياسي يمني، أحد مؤسِّسي مجمع العربية السعيدة بصنعاء عام 2011، وتولى منصب وزير التعليم العالي والبحث العلمي ‏في حكومة خالد بحاح منذ 7 نوفمبر 2014.
| المناصب السياسية       | المناصب السياسية                                   | المناصب السياسية             |
| ---------------------- | -------------------------------------------------- | ---------------------------- |
| سبقه يحيى محمد الشعيبي | وزير التعليم العالي والبحث العلمي ‏ 7 نوفمبر 2014 - | تبعه حسين عبد الرحمن باسلامة |